# Hemerotrecha
Haplochernes es un género de solífugos perteneciente a la familia Eremobatidae. Las especies del género se encuentran en Estados Unidos, el sur de Canadá y México.

## Especies
En este género se han reconocido las siguientes especies:
- Hemerotrecha banksi Muma, 1951
- Hemerotrecha bixleri Muma, 1989
- Hemerotrecha branchi Muma, 1951
- Hemerotrecha californica (Banks, 1899)
- Hemerotrecha carsonana Muma, 1989
- Hemerotrecha cazieri Muma, 1986
- Hemerotrecha cornuta Brookhart & Cushing, 2002
- Hemerotrecha delicatula Muma, 1989
- Hemerotrecha denticulata Muma, 1951
- Hemerotrecha elpasoensis Muma, 1962
- Hemerotrecha fruitana Muma, 1951
- Hemerotrecha jacintoana Muma, 1962
- Hemerotrecha macra Muma, 1951
- Hemerotrecha marathoni Muma, 1962
- Hemerotrecha marginata (Kraepelin, 1910)
- Hemerotrecha maricopana Muma, 1989
- Hemerotrecha milsteadi Muma, 1962
- Hemerotrecha minima Muma, 1951
- Hemerotrecha neotena Muma, 1989
- Hemerotrecha nevadensis Muma, 1951
- Hemerotrecha parva Muma, 1989
- Hemerotrecha proxima Muma, 1963
- Hemerotrecha serrata Muma, 1951
- Hemerotrecha sevilleta Brookhart & Cushing, 2002
- Hemerotrecha simplex Muma, 1951
- Hemerotrecha steckleri Muma, 1951
- Hemerotrecha texana Muma, 1951
- Hemerotrecha truncata Muma, 1951
- Hemerotrecha werneri Muma, 1951
- Hemerotrecha xena Muma, 1951

### Publicación original
- Banks, 1903 : A new genus of Solpugida. Entomological News, vol. 14, p.78–79. (en inglés)

- Datos: Q4040553
- Multimedia: Hemerotrecha / Q4040553
- Especies: Hemerotrecha